# 植木駅
植木駅（うえきえき）は、熊本県熊本市北区植木町鐙田にある、九州旅客鉄道（JR九州）鹿児島本線の駅である。熊本方面からの当駅止まり・始発の電車が数本設定されている。
1965年（昭和40年）までは山鹿温泉鉄道が乗り入れていた。

## 歴史

### 年表
- 1891年（明治24年）7月1日：九州鉄道（初代）が開設[1][3]。
- 1907年（明治40年）7月1日：九州鉄道（初代）が国有化され帝国鉄道庁が所管[3]。
- 1917年（大正6年）12月12日：鹿本鉄道（後の山鹿温泉鉄道）植木 - 肥後豊田間開業。
- 1931年（昭和6年）11月12日：県内で陸軍特別大演習が行われる。昭和天皇が乗車したお召し列車が熊本駅 - 植木駅間で往復運行[4]。
- 1957年（昭和32年）7月26日：水害被災により山鹿温泉鉄道植木 - 植木町間運転休止。
- 1965年（昭和40年）2月4日：山鹿温泉鉄道全線廃止。
- 1976年（昭和51年）10月25日：貨物取扱休止。
- 1984年（昭和59年）2月1日：荷物扱い廃止[3]。
- 1986年（昭和61年）11月1日：駅員無配置駅となる[5]。
- 1987年（昭和62年）4月1日：国鉄分割民営化により九州旅客鉄道が継承[3]。
- 2012年（平成24年）12月1日：交通系ICカードSUGOCA対応[6]。
- 2015年（平成27年）3月14日：再び無人駅化[2][7]（無人化直前はJR九州鉄道営業による業務委託駅）。
- 2016年（平成28年）：簡易委託開始。

### 駅名の由来
開業時の地名（山本郡植木町）が由来。
古くは「森のある台地上の里」を表す「上村森（）」と読まれ、古代から交通の要所だったという。その「上村（）」がいつしか「植木」に転化したものが今の地名になったといわれる。

## 駅構造
単式ホーム1面1線と島式ホーム1面2線、合計2面3線のホームを持つ地上駅。互いのホームは跨線橋で連絡している。かつては当駅で普通列車が特急列車などの待避をすることがあったが、優等列車が廃止され現在は待避はない。廃止された山鹿温泉鉄道が分岐し当駅から熊本駅まで山鹿温泉鉄道の気動車が乗入れていた。
熊本駅管理。2015年（平成27年）3月14日から無人駅となったが、約1年後に簡易委託駅となり元JR社員3名が交代で平日のみ近距離乗車券発売と集札を行っている。
駅舎には出札窓口のほか、自動券売機が設置されている。

### のりば

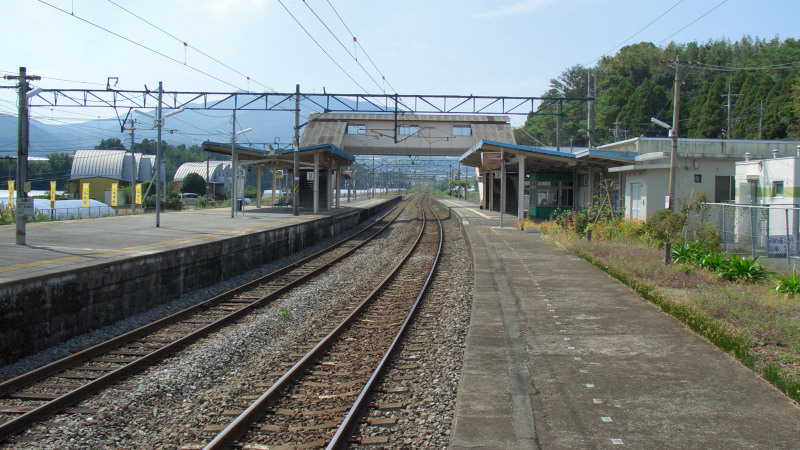
ホーム（2006年10月）
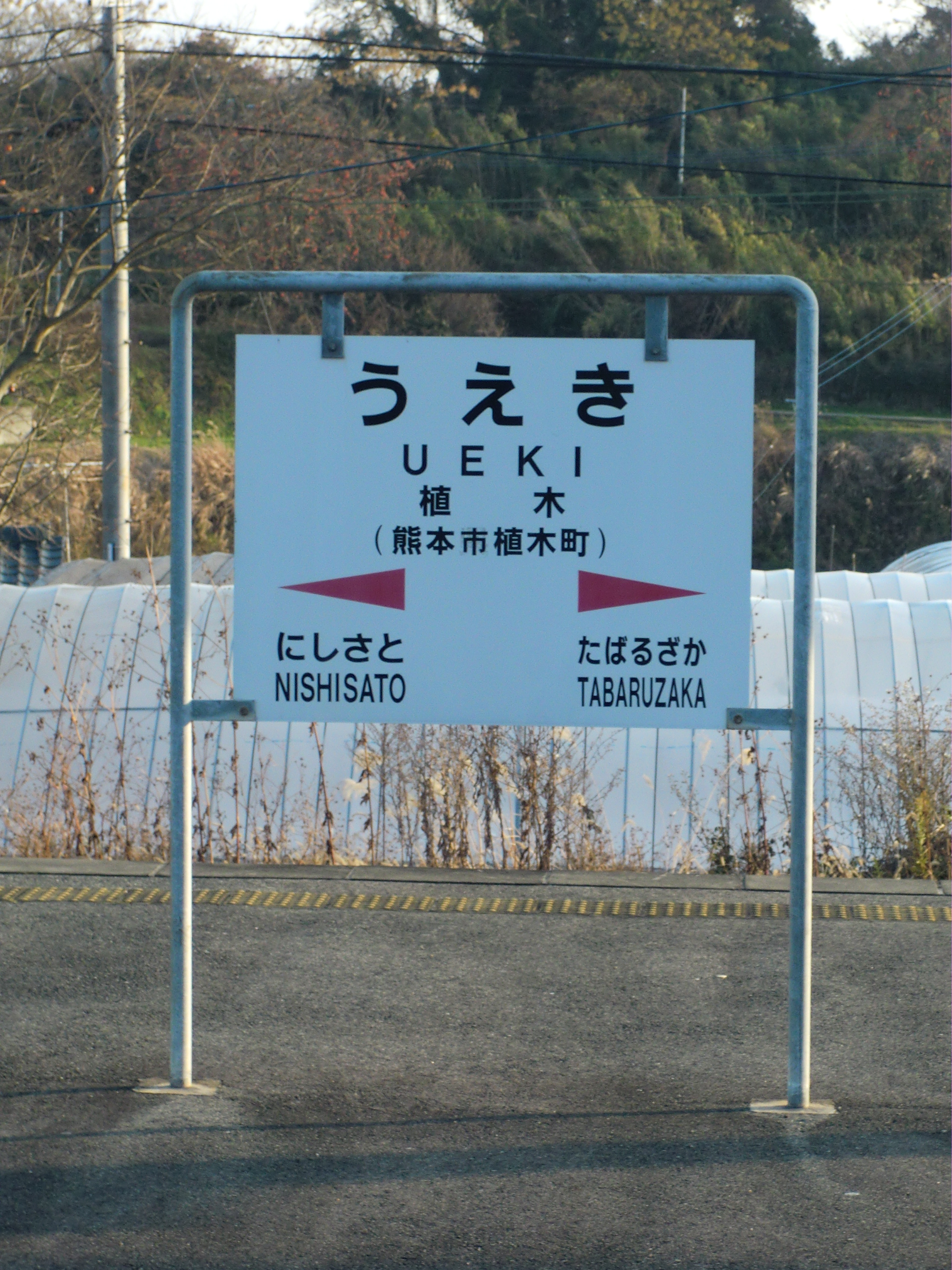
駅名標（2016年1月）

※2019年3月16日現在
| のりば | 路線        | 方向 | 行先                     | 備考             |
| ------ | ----------- | ---- | ------------------------ | ---------------- |
| 1      | ■鹿児島本線 | 下り | 熊本・八代／肥後大津方面 |                  |
| 2      | ■鹿児島本線 | 下り | 熊本・八代／肥後大津方面 | 当駅発着列車のみ |
| 2      | ■鹿児島本線 | 上り | 玉名・大牟田・博多方面   | 夜間2本のみ      |
| 3      | ■鹿児島本線 | 上り | 玉名・大牟田・博多方面   |                  |

- ホーム（2006年10月）
- 駅名標（2016年1月）

## 利用状況
2023年度の1日平均乗車人員は735人である
| 年度   | 1日平均 乗車人員 | 増加率 |
| ------ | ---------------- | ------ |
| 2016年 | 708              |        |
| 2017年 | 727              | 2.7%   |
| 2018年 | 718              | -1.2%  |
| 2019年 | 698              | -2.9%  |
| 2020年 | 546              | -21.8% |
| 2021年 | 627              | 14.8%  |
| 2022年 | 683              | 8.9%   |
| 2023年 | 735              | 7.6%   |

## 駅周辺
周辺には集落が点在しているが、旧植木町の南方外れであり、北区役所（旧植木町役場）のある旧植木町中心市街地からは1kmの距離がある。
- 大和簡易郵便局
- 田原坂ニュータウン
- 熊本市立菱形小学校
- 熊本県道31号熊本田原坂線
- 熊本県道101号植木河内港線
- 熊本県道113号玉名植木線
- 熊本県道330号熊本山鹿自転車道線（ゆうかファミリーロード）
- 鐙田川
- チョイソコくまもと植木（AIデマンドタクシー） 「植木駅前」停留所[9]

## 隣の駅
九州旅客鉄道（JR九州）
■鹿児島本線
■区間快速・■普通
田原坂駅 - 植木駅 - 西里駅

### かつて存在した路線
山鹿温泉鉄道
山鹿温泉鉄道線
植木駅 - 植木町駅